# Guerra polacco-teutonica (1431-1435)
La guerra polacco-teutonica (1431–1435) è stato un conflitto armato tra il Regno di Polonia e i Cavalieri teutonici. Finì con la pace di Brześć Kujawski ed è considerato una vittoria della Polonia.

## Contesto
La guerra scoppiò dopo che il Gran maestro teutonico Paul von Rusdorf firmò il trattato di Christmemel con Švitrigaila, diventato granduca lituano dopo la morte di Vitoldo nel 1430. Il granduca era impegnato in una guerra civile contro suo fratello, il re polacco Jogaila (Ladislao II Jagellone), il cui vincitore avrebbe preso il trono del granducato di Lituania. Anche l'imperatore Sigismondo di Lussemburgo era coinvolto nelle ostilità, poiché si prese l'impegno con l'Ordine teutonico di cercare di rompere l'unione polacco-lituana.
Nel 1431, mentre le principali forze polacche erano coinvolte a Luc'k in Volinia, i Cavalieri invasero la Polonia; trovando poca opposizione, saccheggiarono la Terra di Dobrzyń, occupando la città di Nieszawa, e cercarono di raggiungere le regioni della Cuiavia e della Krajna. Tuttavia, l'esercito teutonico fu sconfitto il 13 settembre 1431 nella battaglia di Dąbki, vicino a Nakel (Nakło nad Notecią). A settembre fu firmato un armistizio di due anni dalla Polonia, la Lituania e i Cavalieri teutonici a Staryi Chortoryisk.

## Invasione hussita della Prussia

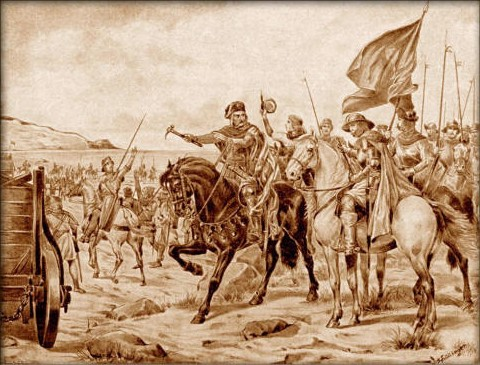
Dipinto di Hugo Schüllinger su guerrieri hussiti

Nel giugno 1433 la Polonia si alleò con gli hussiti cechi per impedire che l'Ordine teutonico mandasse aiuti segreti a Švitrigaila tramite il suo ramo livoniano. I rapporti tra hussiti e teutonici erano avversi, perché questi ultimi avevano sostenuto il Papa e l'imperatore Sigismondo contro i primi durante le guerre hussite. Alle forze ceche guidate da Jan Čapek di Sány fu concesso il passaggio attraverso la Polonia. Le forze polacche sono state supportate dal duca pomeraniano Bogusław IX del Ducato di Stolp (Słupsk). Inoltre, anche i moldavi, il cui sovrano Iliaş era stato sostituito da Stefano II, più vicino alla Polonia, si unirono all'alleanza polacca. Per quattro mesi l'esercito hussita, che comprendeva forze guidate da Feodor Ostrogski, saccheggiò i territori teutonici di Neumark, in Pomerania, e la Prussia occidentale. Per prima cosa assediarono senza successo Konitz (Chojnice) per sei settimane, poi si spostarono verso nord a Schwetz (Świecie) e Danzig (Danzica). Conquistarono molte città e castelli, tra cui Dirschau (Tczew) sul fiume Vistola (29 agosto 1433). Nonostante il loro assedio fallito di Danzica, gli hussiti raggiunsero il mar Baltico vicino a Oliwa all'inizio di settembre e celebrarono la loro "bella cavalcata" riempiendo simbolicamente le loro bottiglie con l'acqua del mare. Tornando a sud attraverso Starogard Gdański, la spedizione occupò un castello nell'insediamento di confine di Koronowo.

## Tregua temporanea
Il 13 settembre 1433 una tregua fu firmata a Jasiniec in vigore fino a Natale. I negoziati polacco-teutonici continuarono a Brześć Kujawski, e i negoziati hussiti-cattolici continuarono al concilio di Firenze e alla Dieta ceca a Praga. L'invasione polacca di Neumark e della Pomerania si rivelò riuscita, poiché ruppe il legame tra l'Ordine teutonico e il Sacro Romano Impero, e convinse l'Ordine a firmare un trattato con i polacchi. Mentre i capi dell'Ordine erano disposti a continuare a combattere, i cittadini prussiani pretendevano una fine immediata della guerra. I polacchi presentarono numerose condizioni: i Cavalieri avrebbero dovuto finire di fare appello all'imperatore, al papa o al concilio di Firenze per la risoluzione di contese; avrebbero poi dovuto cedere Nieszawa e porre fine all'alleanza con Švitrigaila. I Cavalieri rifiutarono queste condizioni, al che i polacchi minacciarono una nuova invasione. Infine, il 15 dicembre 1433, i polacchi e l'Ordine firmarono a Łęczyca la tregua di Łęczyca, della durata di dodici anni (ciò porta alcuni storici polacchi a dividere questa guerra polacco-teutonica in due: una nel 1431–1433 e una nel 1435). I Cavalieri teutonici accettarono le altre richieste polacche, compresa quella sulla fine dell'alleanza con Švitrigaila; inoltre, ciascuno schieramento avrebbe controllato i territori che occupava fino a che non si sarebbe firmata una pace (uti possidetis), e nessuna parte avrebbe cercato mediazione da potenze straniere al fine di alterare la tregua. Questo segnò la fine della guerra su suolo polacco; il conflitto sulle terre lituane sarebbe continuato per altri due anni, siccome la tregua con la Polonia non valeva per l'Ordine livoniano.
L'alleanza di Jogaila con gli eretici aveva danneggiato la sua reputazione agli occhi della Chiesa. Al 1433, però, Jogaila aveva riottenuto il favore della Chiesa, in particolare da quando Švitrigaila si alleò con i tatari islamici. Aspettandosi da lui un'opposizione dei tatari e degli hussiti, la Chiesa diede a Jogaila delle decime e invitò i suoi rappresentanti al concilio ecumenico di Firenze.

## Battaglia finale
Quando Jogaila morì a maggio 1434, l'Ordine ricominciò a sostenere Švitrigaila, che radunò i suoi sostenitori, tra cui i cavalieri dell'Ordine livoniano, i duchi ortodossi, e suo nipote Zygmund Korybut, un eminente comandante militare degli hussiti. La finale battaglia di Pabaiskas si combatté a settembre 1435 vicino a Ukmergė (Vilkomir, Wiłkomierz), a nord-ovest di Vilnius. Si stima che coinvolse 30 000 uomini per entrambi gli schieramenti. L'esercito di Švitrigaila, guidato da Zygmund Korybut, fu diviso dall'esercito attaccante lituano-polacco, guidato da Mykolas Žygimantaitis, e pesantemente sconfitto. L'Ordine livoniano aveva subito una grande sconfitta, talvolta paragonata a quella che era stata inflitta ai Cavalieri teutonici a Grunwald nel 1410. Il 31 dicembre 1435 i Cavalieri teutonici firmarono un trattato di pace a Brześć Kujawski con cui accettarono di porre fine al sostegno di Švitrigaila, e promsero di sostenere nel seguito solo granduchi che erano stati propriamente eletti congiuntamente dalla Polonia e la Lituania. Il trattato non cambiò i confini che erano stati fissati dal trattato di Melno nel 1422. Gli ordini teutonico e livoniano non avrebbero più interferito nelle questioni polacco–lituane; invece, la Polonia e la Lituania si sarebbero intromesse nella guerra dei tredici anni (1454–1466), la guerra civile che avrebbe diviso la Prussia a metà.